# Stazione di Meina
Stazione di Meina vasútállomás Olaszországban, Meina településen.

## Vasútvonalak
Az állomást az alábbi vasútvonalak érintik:
- Domodossola–Milánó-vasútvonal

## Kapcsolódó állomások
A vasútállomáshoz az alábbi állomások vannak a legközelebb:
- Stazione di Lesa
- Stazione di Arona